# John Bell Hood
John Bell Hood (1. juni eller 29. juni 1831 – 30. august 1879) var general i sydstatshæren under Den amerikanske borgerkrig. Han havde ry for at være modig og aggressiv i en grad, som til tider var overilet. Han var en af de bedste brigade- og divisionschefer i Sydstaternes hær, men blev stadig ringere, efterhånden som han blev forfremmet til at lede store, uafhængige hære, og hans karriere blev skæmmet af de afgørende nederlag ved Atlanta og i Franklin-Nashville kampagnen.

## Tidlige år
Hood blev født i Owingsville i Kentucky som søn af John W. Hood, en læge, og Theodosia French Hood. Han var fætter til den senere sydstatsgeneral G.W. Smith og nevø af medlem af Repræsentanternes Hus Richard French. French sikrede Hood en plads på West Point, selv om hans far tøvede med at lade sin søn få en militær karriere. Hood fik sin eksamen i 1853 som nr. 44 i en årgang på 52 efter et uddannelsesforløb, som havde været kendetegnet ved disciplinære problemer, og hvor han nær var blevet smidt ud af akademiet i det sidste år. På West Point og i de efterfølgende år i hæren kaldte hans venner ham for "Sam". Hans klassekammerater var bl.a. James B. McPherson og John M. Schofield; han fik sin oplæring ved artilleriet af George H. Thomas. Disse tre blev alle generaler i Unionens hære og stod over for Hood i kamp.
Hood blev udnævnt til sekondløjtnant i infanteriet og gjorde tjeneste i Californien, indtil han blev overført til kavaleriet i Texas. Her stod han under kommando af oberst Robert E. Lee. Mens han ledte en rekognosceringspatrulje fra Fort Mason, fik Hood en af de mange skader, som kendetegnede hans tid i hæren — en pil gennem hans venstre hånd i kamp mod Comancher ved Devil's River, Texas.

## Borgerkrigen

### Brigade- og divisionskommando
Hood trak sig tilbage fra De Forenede Staters hær straks efter Fort Sumter, og i utilfredshed med sin hjemstat Kentuckys neutralitet besluttede han at gøre tjeneste for sin adopterede hjemstat Texas. Han gik ind i sydstatshæren som kaptajn i kavaleriet, men d. 30. september 1861 blev han forfremmet til oberst med kommandoen over 4th Texas Infantry.
Hodd blev leder af enheden, som herefter blev kendt som Hood's Texas Brigade d. 20. februar 1862. Den tilhørte Sydstaternes Army of the Potomac. Han blev forfremmet til brigadegeneral den 3. marts 1862. Som leder af Texas-brigaden i Army of Northern Virginia i Peninsula-kampagnen grundlagde han sit ry som en aggressiv leder, og han var ivrig efter personligt at lede sine mænd i kamp fra fronten. Hans mænd kaldte ham "Old Wooden Head". I Slaget ved Gaines' Mill den 27. juni udmærkede han sig ved at føre et brigadeangreb, som gennembrød Unionens linje, den mest succesfulde indsats fra sydstatshæren under Syvdagesslaget. Mens Hood selv kom uskadt fra kampen, blev alle andre officerer i hans brigade enten dræbt eller såret.
På grund af hans succes på Virginiahalvøen fik Hood kommandoen over en division i generalmajor James Longstreets I korps i Army of Northern Virginia. Han førte divisionen i Northern Virginia-felttoget og slog sit rygte fast som den bedste leder af stødtropper under Longstreets massive angreb på John Popes venstre flanke i Andet slag ved Bull Run, som nær havde ødelagt Unionshæren. Ved forfølgelsen af Unionens styrker var Hood involveret i et skænderi om erobrede ambulancer med en overordnet officer. Longstreet lod Hood arrestere og beordrede ham til at forlade hæren, men Robert E. Lee greb ind og beholdt ham i tjenesten. Under Maryland-felttoget lige før slaget ved South Mountain var Hood stadig bagude i kvarterarrest. Hans texanske tropper råbte til general Lee, da han red forbi: "Giv os Hood!". Lee genindsatte Hood i hans kommando, selv om Hood nægtede at undskylde sin opførsel. Under slaget ved Antietam kom Hoods division til undsætning for Stonewall Jacksons korps på Sydstaternes venstre flanke. Jackson var imponeret af Hoods indsats og anbefalede, at han blev forfremmet til generalmajor, hvilket skete den 10. oktober 1862.
I slaget ved Fredericksburg i december var Hoods division stort set ikke i kamp, og i foråret 1863 var han ikke med i den store sejr i Slaget ved Chancellorsville fordi det meste af Longstreets korps var afgivet til tjeneste i Suffolk i Virginia.

### Gettysburg
I Slaget ved Gettysburg ankom Longstreets korps sent den første dag, 1. juli 1863. General Lee planlagde et angreb på 2. dagen, og det skulle være Longstreets korps, som angreb mod nordøst langs Emmitsburg Road ind i Unionens venstre flanke. Hood var utilfreds med sin opgave i angrebet, fordi det var et vanskeligt terræn med store klippeblokke i området kaldet Devil's Den – djævelens hule. Han bad om tilladelse fra Longstreet til at gå rundt om venstre flanke af Unionshæren forbi bjerget Big Round Top for at ramme unionshæren i ryggen, men det afviste Longstreet med henvisning til Lees ordrer, trods Hoods gentagne protester. Hood gav dog efter for det uundgåelige, og hans division drog af omkring kl. 16 den 2. juli. Forskellige omstændigheder fik den til at at dreje mod øst væk fra dens tiltænkte mål, så den i stedet mødte Unionens styrker på Little Round Top. Netop som angrebet kom i gang, blev Hood ramt af en granatsplint, fra en granat der eksploderede over ham. Den sårede hans venstre arm alvorligt, hvilket hæmmede ham. (Selv om armen ikke blev amputeret, kunne han ikke bruge den i resten af sit liv). Hans seniorbrigadechef Evander M. Law overtog kommandoen over divisionen, men forvirring om ordrer og kommando svækkede retning og tyngde af divisionens angreb, hvilket havde en betydelig indvirkning på slagets udfald.
Hood rekreerede sig i Richmond i Virginia, hvor han gjorde indtryk på sydstatsdamerne. I august skrev den berømte dagbogsskribent Mary Chesnut om ham:
| Citat | Da Hood kom med sit triste Quixote-ansigt, et gammelt korsfareransigt, som troede på sin sag, sit kors og sin krone, var vi ikke forberedt på en sådan idealmand fra det vilde Texas. Han er høj, tynd og genert, har blå øjne og lyst hår. Masser af solbrændt skæg, som dækker den nederste del af hans ansigt. Hans hele udseende et udtryk for kejtet styrke. Én sagde, at hans reserverede holdning kun var noget, han brugte i omgangen med kvinder. Major Charles S. Venable tilføjede, at han ofte havde hørt om, hvordan lyset fra kampen kunne skinne i en mands øjne. Han havde set det en enkelt gang, da han bragte ordrer til Hodd fra Lee, og opdagede at i kampens centrum var manden forandret. Det vilde blik i Hoods øjne glemmer jeg aldrig. | Citat |
|       | |       |

### Chickamauga
I mellemtiden gik det dårligt i det vestlige operationsområde for sydstatshæren under general Braxton Bragg. Lee sendte Longstreets korps til Tennessee, og Hood var i stand til at vende tilbage til sin division den 18. september. I slaget ved Chickamauga gennembrød Hoods division Unionens linje ved Brotherton Cabin, hvilket førte til generalmajor William Rosecranss nederlag. Hood blev imidlertid igen alvorligt såret, og hans højre ben blev amputeret 10 cm under hoften. Hans tilstand var så alvorlig, at kirurgen sendte hans afsavede ben med i ambulancen med Hood, så de kunne blive begravet sammen. På grund af Hoods tapperhed ved Chickamauga anbefalede Longstreet, at han blev forfremmet til generalløjtnant fra denne dato, 20. september 1863.
Under Hoods anden rekonvalescens i Richmond i efteråret viste han venlighed overfor Sydstaternes præsident, Jefferson Davis, som senere tildelte ham en mere vigtig rolle.

### Leder af Army of Tennessee
I foråret 1864 var Sydstaternes Army of Tennessee under general Joseph E. Johnston involveret i en kampagne mod William T. Sherman som rykkede frem fra Chattanooga mod Atlanta i Georgia. Under kampagnen sendte Hood breve til regeringen i Richmond, som var kritisk overfor Johnstons håndtering af situationen (hvilket blev betragtet som en meget kritisabel handling for en mand i hans situation). Den 17. juli 1864 lige før slaget ved Peachtree Creek mistede præsident Jefferson Davis tålmodigheden med Johnstons tilbagetrækningsstrategi og afløste ham. Hood, som kommanderede et armékorps under Johnston, blev midlertidigt udnævnt til firestjernet general d. 18. juli og fik kommandoen over hæren ved Atlanta. I en alder af 33 var Hood den yngste på begge sider i krigen, der fik kommandoen over en hær. Robert E. Lee advarede Davis mod dette valg og skulle efter sigende have sagt, at Hood var "ren løve og ingen ræv". Hood midlertidige udnævnelse blev aldrig bekræftet af Sydstaternes senat. Han vendte tilbage til at være generalløjtnant den 23. januar 1865.)
Hood gennemførte resten af Atlanta-kampagnen med de stærke aggressive handlinger, som han var kendt for. Han igangsatte fire større offensiver i forsøget på at bryde William T. Shermans belejring af Atlanta og begyndte næsten straks i slaget ved Peachtree Creek. Alle offensiverne mislykkedes og kostede store tab for Sydstaterne. Endelig den 2. september 1864 evakuerede Hood byen Atlanta og afbrændte så mange militære forsyninger og installationer som muligt.
Da Sherman omgrupperede sine styrker i Atlanta som forberedelse af sin march mod havet, forsøgte Hood og Jefferson Davis at tilrettelægge en strategi, som skulle besejre ham. Planen var at angribe Shermans forbindelseslinier fra Chattanooga og gå nordpå gennem Alabama og ind i det centrale Tennessee, idet de antog, at Sherman ville føle sig truet og følge efter. Hoods håb var, at han kunne manøvrere Sherman ind i et afgørende slag, besejre ham, rekruttere nye tropper i Tennessee og Kentucky og passere gennem Cumberland Gap og komme Robert E. Lee til undsætning i det belejrede Petersburg. Sherman bed ikke på. I stedet sendte han generalmajor George H. Thomas af sted for at tage kontrollen over Unionens styrker i Tennessee og koordinere forsvaret mod Hood,
mens hovedparten af Shermans styrker forberedte sig på at marchere mod Savannah ved Atlanterhavet.
Hood's kampagne i Tennessee varede fra september til december 1864 og indeholdt 7 slag og hundreder af kilometers march. Efter at det var mislykkedes at besejre en stor del af Unionens Army of the Ohio under generalmajor John M. Schofield i Slaget ved Spring Hill, den 29. november, lykkedes det ikke for hans tropper dagen efter i Andet slag ved Franklin at gennembryde Unionens befæstninger, og Unionshæren kunne uhindret trække sig tilbage mod Nashville. To uger senere besejrede George Thomas ham igen i Slaget ved Nashville, hvor det meste af hans hær blev udraderet, hvilket var et af de alvorligste nederlag for Sydstaterne i borgerkrigen. Efter katastrofen ved Nashville trak resterne af Army of Tennessee sig tilbage til Mississippi, og Hood trak sig tilbage fra sin midlertidige stilling som firestjernet general den 23. januar 1865 og gik tilbage til at være generalløjtnant.
Nær krigens slutning beordrede Jefferson Davis Hood til at rejse til Texas for at rekruttere en ny hær. Inden han nåede frem, overgav general Edmund Kirby Smith sine styrker i Texas til Unionen, og Hood overgav sig i Natchez, Mississippi, hvor han blev frigivet den 31. maj 1865.

## Karriere efter krigen
Efter krigen flyttede Hood til Louisiana og blev bomuldsmægler og direktør for forsikringsselskabet Life Association of America. I 1868 giftede han sig med Anna Marie Hennen, som han fik 11 børn med, herunder 3 hold tvillinger, på 10 år. Han var involveret i adskillige filantropiske tiltag, som skulle skaffe penge til forældreløse, enker og sårede soldater fra krigen.
Hans forsikringsselskab blev ruineret af en epidemi af gul feber i vinteren 1878-1879, og han døde selv af sygdommen nogle dage efter sin kone og det ældste barn, hvilket efterlod 10 nødlidende, forældreløse, som blev adopteret af familier i Louisiana, Mississippi, Georgia, Kentucky og New York.

## I erindringen
John Bell Hood er begravet i Hennan-familiegraven på Metairie Cemetery, New Orleans. Han fik opkaldt Hood County i Texas efter sig foruden hærens Fort Hood, Texas.

## Eksterne links
- John Bell Hood posts on The Battle of Franklin blog
- Entry for General John B. Hood from the Biographical Encyclopedia of Texas published 1880, hosted by the Portal to Texas History.
- Charging into Battle with Hood's Texas Brigade a Primary Source Adventure, a lesson plan hosted by The Portal to Texas History
- John Bell Hood website.